# Wybuch gazu w Rotundzie PKO w Warszawie

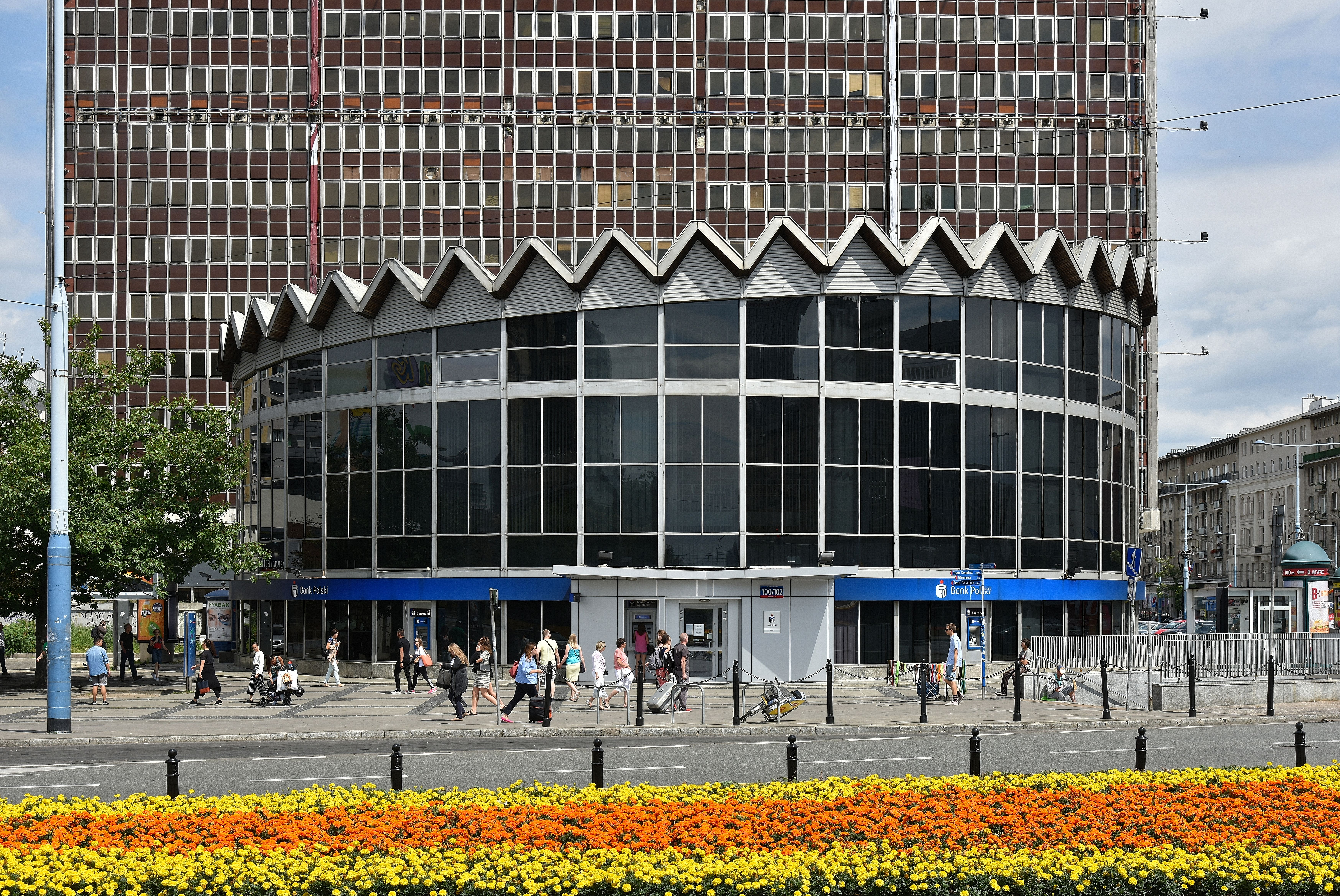
Rotunda PKO w 2016 roku

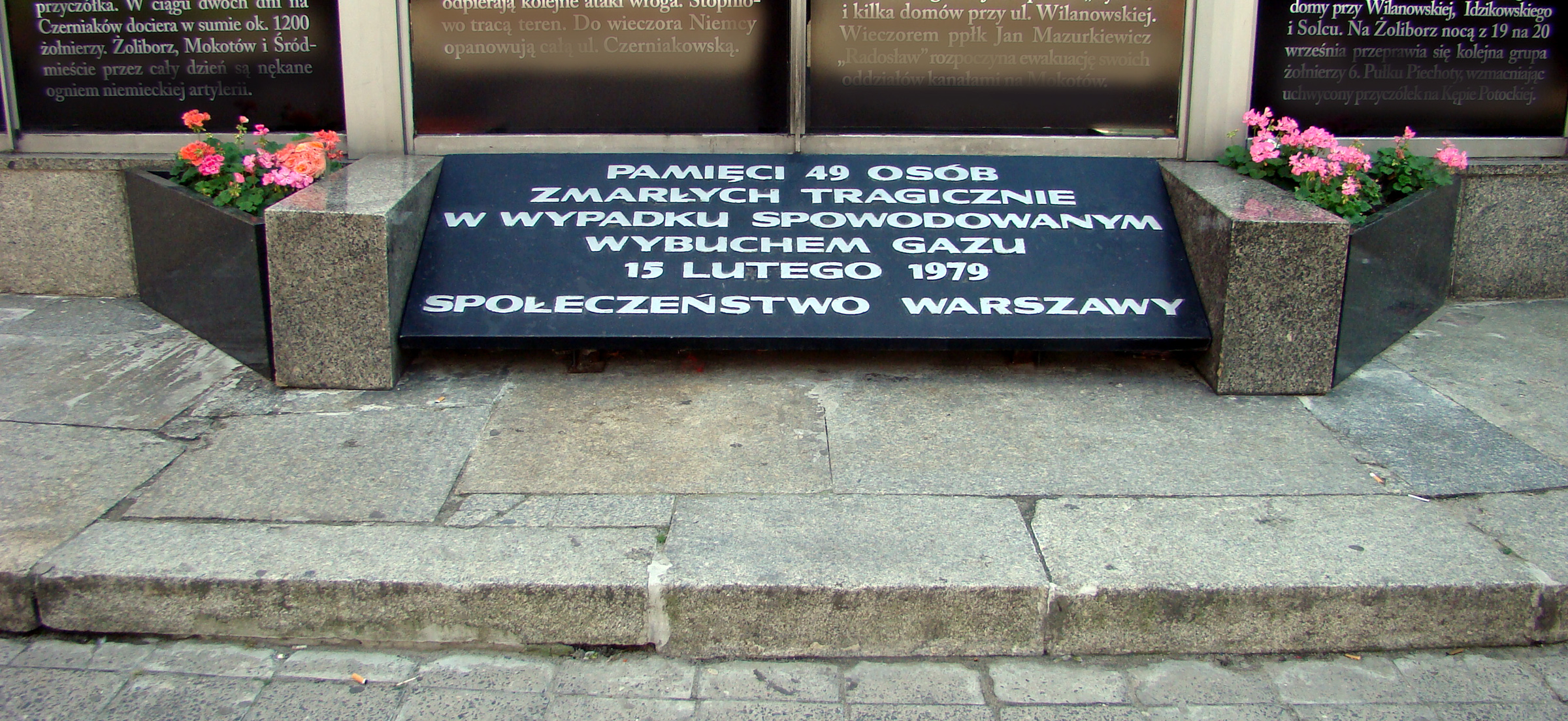
Tablica pamiątkowa

Wybuch gazu w Rotundzie PKO w Warszawie – eksplozja, która nastąpiła 15 lutego 1979 roku o godzinie 12:37 w budynku banku PKO w Warszawie znajdującym się u zbiegu ulicy Marszałkowskiej i Alei Jerozolimskich. Przyczyną zdarzenia był wybuch gazu ziemnego.

## Katastrofa
Do eksplozji doszło na dwadzieścia minut przed końcem pierwszej zmiany, gdy w banku znajdowało się około 170 pracowników i trzystu klientów. W momencie wybuchu cały gmach uniósł się nagle, niczym – jak relacjonowali świadkowie zdarzenia – „bańka mydlana”, po czym „pękł” – z przeszklonych ścian na ulice runęły tafle szkła, wewnątrz zaś do podziemi archiwum zapadły się wszystkie kondygnacje budynku. Uszkodzone zostały także sąsiednie budynki.
Budynek Rotundy został zniszczony w siedemdziesięciu procentach. Największe zniszczenia miały miejsce od strony budynku Uniwersalu. W katastrofie śmierć poniosło 49 osób, a 77 zostało rannych (liczba rannych mogła być jednak wyższa). Ostatnią ranną osobę wydobyto z ruin trzy godziny po wybuchu. Lżej rannych odwozili do szpitali właściciele prywatnych samochodów. Przeszukiwanie rumowiska trwało 6 dni. Ostatnią ofiarę odnaleziono we wtorek 21 lutego. W pracach przy poszukiwaniu ofiar brali udział strażacy, pracownicy Mostostalu, milicjanci i żołnierze, ogółem prawie 2000 osób. 
Na mocy rozporządzenia Prezydium Rady Narodowej m.st. Warszawy dzień 16 lutego 1979 ogłoszono dniem żałoby narodowej.

## Przyczyny katastrofy
Po dwudziestu latach, w czasie kręcenia dokumentalnej serii Czarny serial, autorzy dotarli do robotnika, który był prawdopodobnym sprawcą wybuchu, w czasie prac konserwacyjnych zbyt silnie dokręcił śrubę kryzy mocującej zawór gazu. 
W wyniku skurczu termicznego, wywołanego niską temperaturą, zbyt mocnego dokręcenia kryzy oraz ruchów podłoża (wywołanych komunikacją nadziemną i podziemną linią średnicową PKP, oddaloną od miejsca katastrofy o 8 m) doszło do pęknięcia kopuły zaworu i powstania 77-centymetrowej szczeliny. 
Zima 1979 roku nazywana była zimą stulecia ze względu na duże opady śniegu, a następnie bardzo niskie temperatury. Pokrywa śniegu uniemożliwiła wydostanie się gazu ziemnego na powierzchnię, a niska temperatura spowodowała wykroplenie się substancji zapachowej, ostrzegającej o ulatniającym się gazie. 
W wyniku zbiegu okoliczności pozbawiony znacznika zapachowego gaz przedostał się do równolegle ułożonej, 12-otworowej obudowy przewodów instalacji telekomunikacyjnej, a stamtąd do wnętrza budynku. 
Wybuch mogło zainicjować zwarcie w instalacji elektrycznej (sama Rotunda instalacji gazowej nie miała).

## Upamiętnienie
- 27 października 1979 pod północną ścianą budynku odsłonięto tablicę upamiętniającą ofiary wybuchu[5].